# Беєшть (Хунедоара)
Беєшть, Беєшті (рум. Băiești) — село у повіті Хунедоара в Румунії. Входить до складу комуни Пуй.
Село розташоване на відстані 271 км на північний захід від Бухареста, 38 км на південь від Деви, 145 км на південь від Клуж-Напоки, 140 км на схід від Тімішоари, 148 км на північний захід від Крайови.

## Населення
За даними перепису населення 2002 року у селі проживали 288 осіб. Усі жителі села рідною мовою назвали румунську.
Національний склад населення села:
| Національність | Кількість осіб | Відсоток |
| -------------- | -------------- | -------- |
| румуни         | 277            | 96,2%    |
| цигани         | 10             | 3,5%     |